# 8416-os mellékút (Magyarország)
A 8416-os számú mellékút egy bő 12 kilométer hosszú, négy számjegyű országos közút Veszprém vármegye és Győr-Moson-Sopron vármegye határvidékén, néhány kisebb települést köt össze Tét városával és a 83-as főúttal.

## Nyomvonala
Tét Szentkút nevű külterületi településrészének déli szélén ágazik ki a 83-as főútból, annak a 48+750-es kilométerszelvénye táján, délnyugat felé. Pár lépés után átlép Mórichida területére, onnantól egy darabig e község határai közt húzódik, de lakott területeket ott nem érint. Bő egy kilométer után már Csikvánd területén folytatódik, de e községet csak 3,2 kilométer után éri el. Kossuth Lajos utca néven húzódik végig a lakott területen, közben a 3+550-es kilométerszelvénye táján beletorkollik délkelet felől a 8461-es út Gyarmat és a 83-as főút irányából. 4,8 kilométer után lép ki a belterületről, 6,3 kilométer után pedig átszeli a megyehatárt.
Veszprém vármegye Pápai járásában, Malomsok területén folytatódik: előbb kiágazik belőle egy alsóbbrendű önkormányzati út, 7,2 kilométer után déli irányban, Ponyvád külterületi településrész felé, majd körülbelül 8,4 kilométer után eléri Újmalomsok településrészt. Települési neve itt előbb Zrínyi utca, majd Kossuth Lajos utca; kevéssel a 10. kilométere előtt átszeli a Marcalt, majd a túlparton Ómalomsok településrészt elérve délnek fordul, a neve itt Fő utca lesz. Valamivel a 11. kilométere előtt hagyja el a település legdélebbi házait, nem sokkal ezután pedig átlép Marcaltő területére. A községet elérve a Béke utca nevet veszi fel, így ér véget, beletorkollva a 8408-as útba, annak a 10+950-es kilométerszelvénye közelében.
Teljes hossza, az országos közutak térképes nyilvántartását szolgáló kira.gov.hu adatbázisa szerint 12,194 kilométer.

## Települések az út mentén
- Tét-Szentkút
- (Mórichida)
- Csikvánd
- Malomsok
- Marcaltő